# تاخوو
تاخوو (به چکی: Tachov) یک منطقهٔ مسکونی و شهرستان دارای شهرک سابقاً روستا در جمهوری چک است که در ناحیه تاخوو واقع شده‌است. تاخوو ۱۲٬۶۳۸ نفر جمعیت دارد.

## خواهرخوانده
شهر اشتات‌رودا خواهرخواندهٔ تاخوو هست.